# 托馬基夫卡 (索洛涅區)
48°6′41″N 34°19′31″E / 48.11139°N 34.32528°E
托馬基夫卡（烏克蘭語：Томаківка）是烏克蘭中部的村莊，隸屬第聶伯羅彼得羅夫斯克州的第聶伯羅區。該村距離新馬爾伊夫卡4.5公里，海拔高度129米，2001年人口199。